# 殷謙 (明朝)
殷謙（1417年—1504年），字文撝，號遜齋，直隸涿州（今河北省涿州市）人，明朝政治人物，正統戊午解元，己未進士出身。官至戶部尚書。

## 生平
正統三年（1438年）戊午科順天府鄉試第一名舉人。正統四年（1439年）聯捷己未科進士，授南京戶部主事，歷官山西太原府知府，成化元年（1465年）擢陝西布政使司右參政。累遷都察院右副都御史，巡撫大同及宣府，邊備充實，虜患無虞。擢戶部侍郎、進戶部尚書，加太子少保。

## 家族
曾祖父殷良輔、祖父殷克恭、父亲殷禮，曾任陝西西安府儒學教授。